# Cnemidophorus lemniscatus
Cnemidophorus lemniscatus — вид ящірок родини теїдових (Teiidae). Мешкає в Південній Америці.

## Поширення і екологія
Cnemidophorus lemniscatus мешкають на сході Колумбії, у Венесуелі, Гаяні, Суринамі і Французькій Гвіані, на півночі Бразилії, а також на островах Тринідад і Тобаго. Вони живуть в сухих тропічних лісах і вологих саванах.